# Đao Trung Quốc
Đao (phát âm: [táu], tiếng Trung: 刀; bính âm: dāo) là loại gươm một lưỡi của Trung Quốc, chủ yếu dùng để chém, chặt. Dạng phổ biến nhất còn được gọi là kiếm lưỡi cong Trung Hoa, những loại có lưỡi to bản hơn nữa đôi khi gọi là mã tấu Trung Hoa. Ở Trung Quốc, đao được coi là một trong bốn loại võ khí truyền thống, cùng với côn, thương và kiếm, được gọi trong nhóm này là "Võ khí tướng quân".

## Từ nguyên
Trong tiếng Trung Quốc, từ 刀 có thể áp dụng cho bất kì món vũ khí nào có lưỡi đơn và luôn dùng để chỉ các loại dao. Bởi vậy, thuật ngữ này nhiều khi dịch là dao hay dao kiếm. Tuy nhiên, trong Kung fu và cả trong quân sự, thì cách gọi này thường dành cho những loại đao to hơn, tức "kiếm".

## Đặc điểm chung

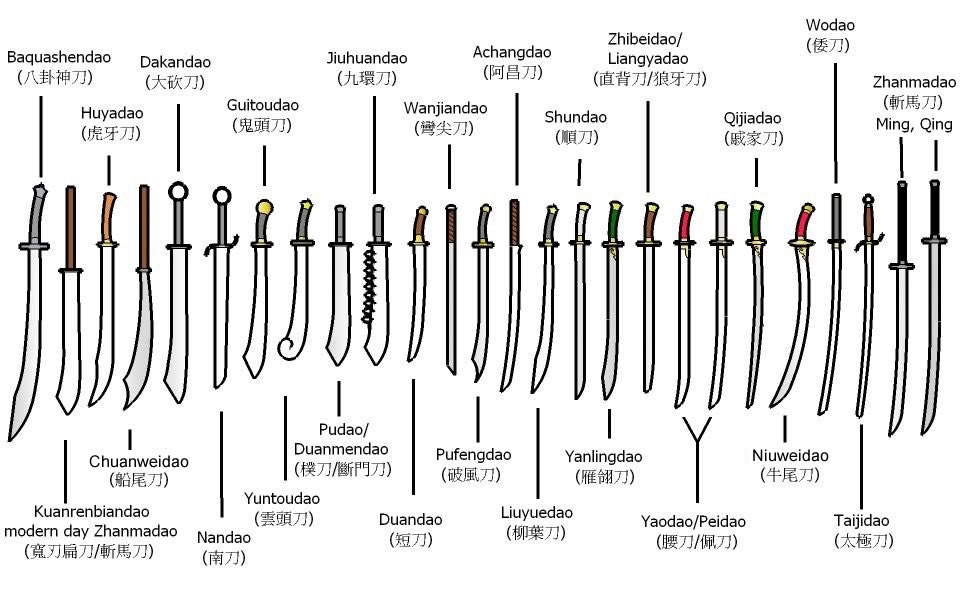
Các loại đao

Dẫu cho thanh đao đã biến đổi đi rất nhiều trong hàng thế kỉ, hầu hết các loại đao lưỡi đơn từ thời nhà Minh trở về sau, và các loại gươm hiện đại dựa trên chúng thì đều có chung một số đặc điểm. Lưỡi đao có độ cong vừa phải và lưỡi là lưỡi đơn, mặc dù một vài inch của cạnh sau lưỡi cũng thường được mài sắc; đường cong vừa phải, cho phép chúng thực hiện các nhát đâm rất hiệu quả. Cán đao đôi khi uốn cong theo hướng ngược lại của lưỡi đao, giúp cải thiện khả năng xử lí ở vài thế cắt hay đâm. Dây buộc thường được quấn trên phần gỗ của cán đao. Phần cán đao cũng có thể khui lỗ giống như kiếm lưỡi thẳng để buộc thêm dây. Tuy nhiên, những thanh gươm hiện đại dùng để biểu diễn thường sẽ thay thế đặc điểm này bằng tua hoặc khăn choàng. Cái chắn thường có hình đĩa, dạng cái chén. Đặc điểm này nhằm tránh nước mưa ngấm vào phần vỏ, tránh máu từ lưỡi chảy xuống cán, tránh việc cầm nắm trở nên khó khăn hơn. Đôi khi cái chắn làm từ những miếng kim loại mỏng, có đường cong chữ S, phần dưới của đường cong này bảo vệ các khớp ngón tay của kiếm sĩ; rất hiếm khi những thanh đao sở hữu cái chắn giống như của thanh kiếm.
Các biến thể khác của mẫu đao cơ bản gồm có: dao bát quái và phác đao cán dài.

## Lịch sử

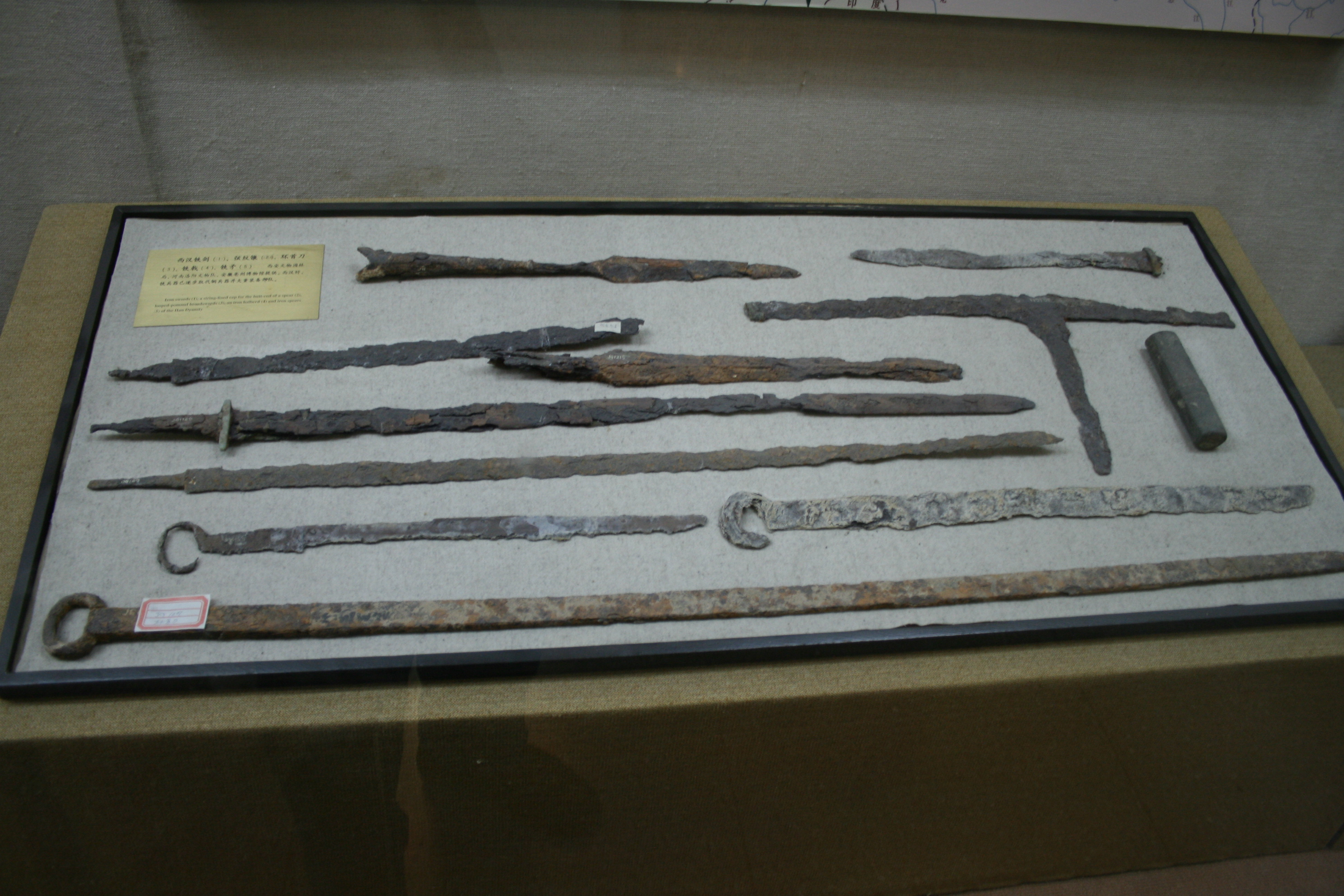
Đao thời nhà Hán có đầu vòng thép với kích thước khác nhau (dưới cùng).

Loại đao sớm nhất có từ thời nhà Thương trong thời đại đồ đồng Trung Quốc, và được gọi là Trực bối đao (直背刀) - tức dao có lưng thẳng. Giống như cái tên, đây là món vũ khí có cánh thẳng hoặc hơi cong với lưỡi đơn. Ban đầu được làm bằng đồng, đến cuối thời Chiến quốc thì những vũ khí này được làm bằng sắt hoặc thép, khi mà công nghệ luyện kim đủ cao để có thể kiểm soát hàm lượng carbon khi chế tạo. Thời kì đầu trong quân đội, loại đao này ít phổ biến hơn so với loại kiếm thẳng lưỡi đôi Trung Hoa - loại dao đã trở nên phổ biến với kỵ binh Hán triều nhờ độ bền, tính ưu việt của nó như một vũ khí để chặt và tương đối dễ sử dụng - tương truyền rằng nó phải mất một tuần để sánh được với đao, một tháng để sánh được với thương, và một năm để sánh được với kiếm. Ngay sau đó, đao bắt đầu được cấp cho bộ binh, bắt đầu thay thế kiếm như một vũ khí tiêu chuẩn. Đao cuối thời Hán có chuôi tròn và hình nhẫn, dài từ 85 ~ 114 cm. Vũ khí này được sử dụng cùng với những tấm khiên hình chữ nhật.
Đến cuối thời Tam Quốc, đao loại một lưỡi đã gần như thay thế hoàn toàn kiếm trên chiến trường. Kiếm sau đó được biết đến chỉ là món vũ khí tự vệ cho tầng lớp quý tộc bác học, được người ta đem theo như một phần của lễ phục cung đình.

## Triều Tùy, Đường và Tống

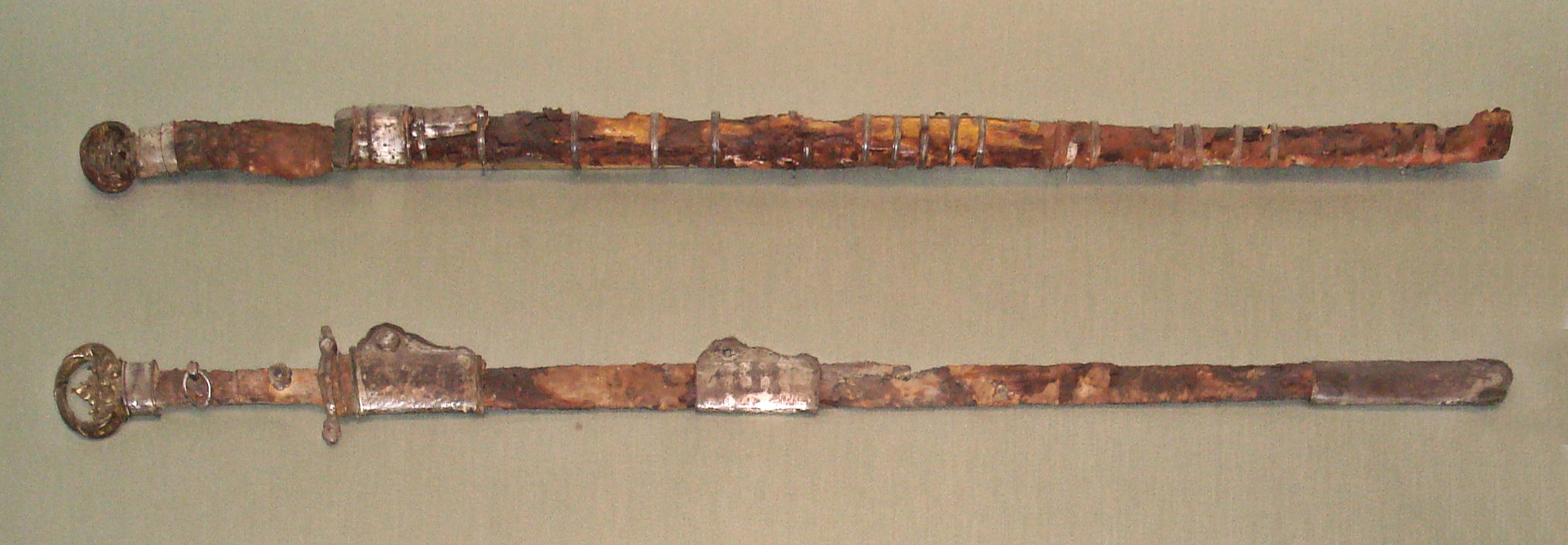
Hai thanh Trực bối đao thời nhà Tùy với quả táo chuôi kiếm.

Cũng như các triều đại trước, đao thời Đường thẳng dọc theo toàn bộ chiều dài của lưỡi. Thanh đai đao là loại vũ khí phụ phổ biến nhất trong thời kì nhà Đường. Chúng còn được gọi là đao ngang vào thời nhà Tùy trước đó. Thanh trưởng đao cầm hai tay, hoặc thanh modao cũng được sử dụng ở thời nhà Đường, bởi một số đơn vị quân triều đình.
Thời nhà Tống, một loại đao bộ binh là shoudao, một loại vũ khí dùng chặt có đầu kẹp. Trong khi một số tài liệu minh họa cho thấy chúng hình thẳng, thì cuốn sách bách khoa quân sự Võ kinh tổng yếu (thế kỉ 11) lại miêu tả chúng với những lưỡi cong - có thể là ảnh hưởng từ các bộ lạc thảo nguyên ở Trung Á đã chinh phục nhiều vùng đất Trung Hoa trong thời Tống. Cũng có niên đại từ thời nhà Tống là dadao giống thanh falchion, trảm mã đao dài, cầm hai tay và bộ chiến đao (步 戰刀) cầm hai tay, cán dài.

## Triều Nguyên, Minh và Thanh

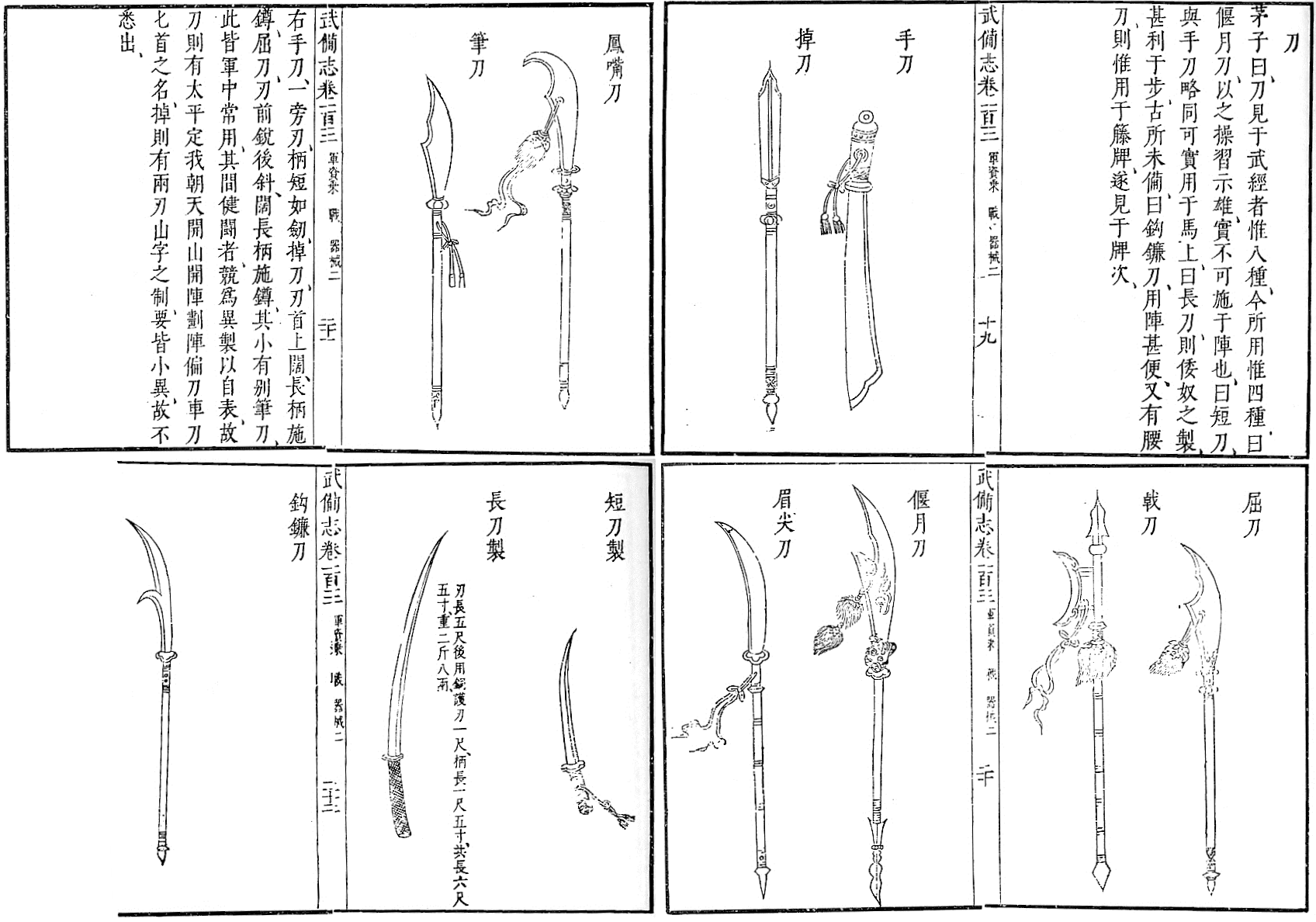
Các vũ khí lạnh được mô tả trong sách Võ bị chí, bao gồm cả đao.

Với cuộc xâm lược của người Mông Cổ vào Trung Quốc đầu thế kỉ 13 và sự hình thành của triều đại nhà Nguyên, loại gươm thảo nguyên lưỡi cong đã trở thành một ảnh hưởng lớn đến các thiết kế gươm đao Trung Hoa. Kiếm lưỡi cong đã được sử dụng bởi các dân tộc Turk, Tungus và nhiều dân tộc thảo nguyên khác ở Trung Á từ ít nhất là thế kỉ thứ 8 CN. Nó là một vũ khí được tầng lớp quý tộc Mông Cổ ưa chuộng. Hiệu quả và mức phổ biến của món vũ khí này với chiến tranh và binh lính trên khắp đế chế Mông Cổ đã có tác dụng về lâu dài.
Tại Trung Quốc, ảnh hưởng của Mông Cổ kéo dài rất lâu sau khi triều Nguyên sụp đổ dưới tay nhà Minh, tiếp tục kéo dài qua cả thời nhà Minh và Thanh, càng làm tăng sự phổ biến của đao và cho ra đời hàng tá loại lưỡi dao kiếm mới. Lưỡi đao cong hơn trở nên phổ biến, những kiểu cách mới này được gọi chung là peidao. Vào giữa thời nhà Minh, những thanh kiếm cong mới này sẽ thay thế hoàn toàn loại kiếm thẳng, như một vũ khí quân sự. Bốn loại peidao chính là:

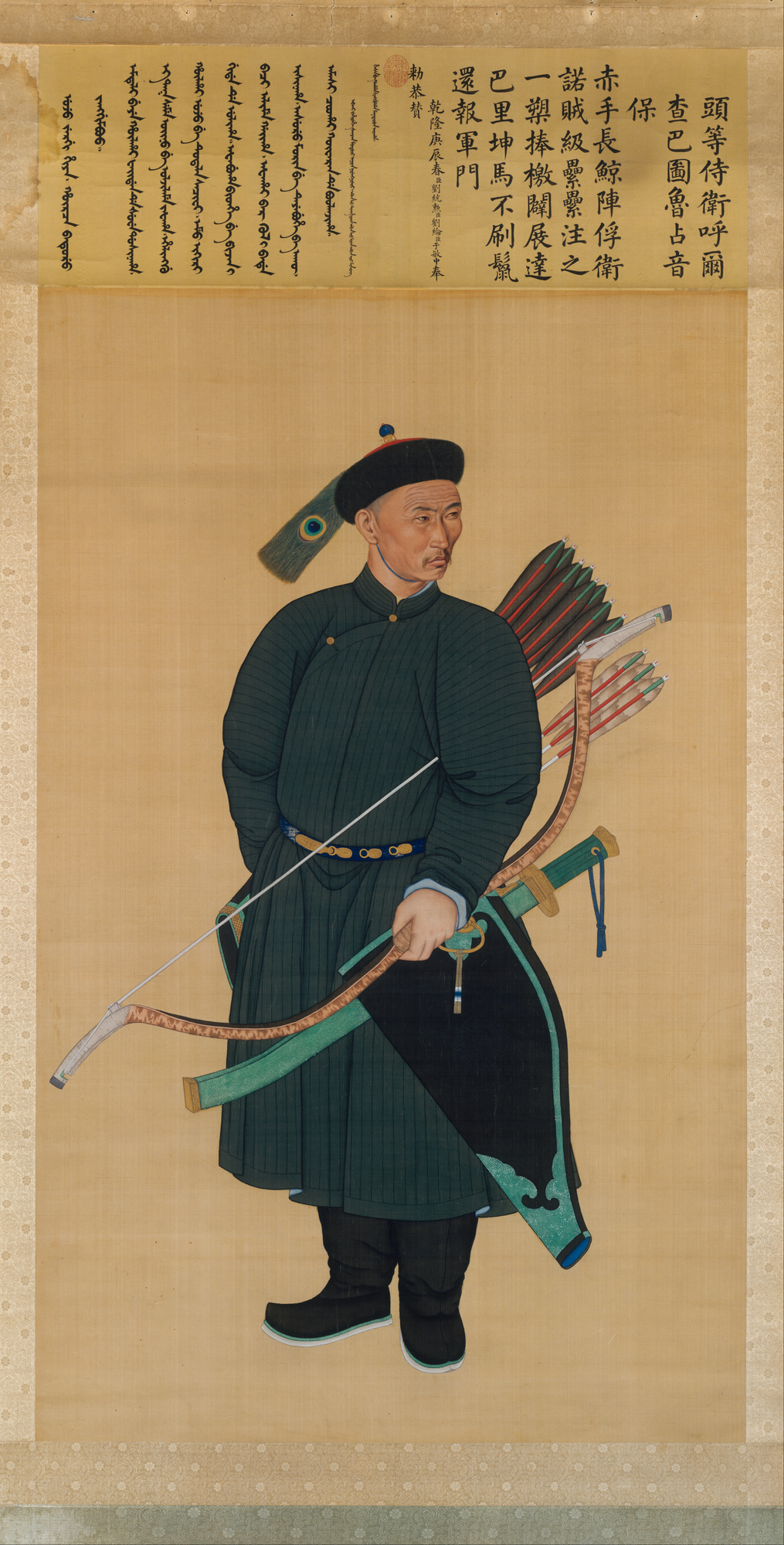
Thanh dật danh (Zhanyinbao), một thị vệ, đeo một thanh đao có vỏ bọc. Chú ý dây buộc qua tay cầm. (năm 1760)

### Nhạn mao đao
Nhạn mao đao (tức "kiếm lông ngỗng") phần lớn là hình thẳng giống như trực bối đao thời trước đó, với một đường cong nằm ở phần tâm va chạm, gần đầu lưỡi kiếm. Đặc điểm này cho phép thực hiện thế đâm và xử lí tổng thể thanh đao tương tự như của loại kiếm thẳng, trong khi vẫn giữ được phần lớn thế mạnh của đao trong việc cắt, chém.

### Liễu diệp đao
Liễu diệp đao (tức "kiếm lá liễu") là dạng kiếm cong phổ biến nhất Trung Quốc. Loại gươm này xuất hiện lần đầu tiên vào thời nhà Minh và có đường cong vừa phải dọc theo chiều dài của lưỡi kiếm. Món vũ khí này đã trở thành tiêu chuẩn cho kỵ binh và bộ binh, thay thế nhạn mao đao, và là loại kiếm được rất nhiều trường phái võ thuật Trung Hoa sử dụng.

### Phiến đao
Phiến đao là loại đao cong rất sâu, có nghĩa là để chém và cắt kéo. Vũ khí này mang một nét tương đồng mạnh mẽ với shamshir và thanh đại đao. Các chiến binh thường sử dụng phiến đao cùng với khiên.

### Ngưu vĩ đao
Ngưu vĩ đao (tức "kiếm đuôi bò") là loại đao có lưỡi rất nặng với phần đầu loe đặc trưng. Nó là "thanh đại kiếm Trung Quốc" cổ điển của phim ảnh kung fu ngày nay. Loại đao này được ghi lại lần đầu tiên vào đầu thế kỉ 19 (nửa sau triều đại nhà Thanh) và chỉ là một món vũ khí dân sự: không có tài liệu nào về việc ngưu vĩ đao được cấp cho quân đội, và nó cũng không xuất hiện trong bất kì danh sách vũ khí chính thức nào của triều đình. Do đó, sự xuất hiện của loại đao này trong phim ảnh và văn học hiện đại thường không giống với thời đại.
Bên cạnh bốn loại đao chính này, còn có thanh đoản đao cũng được người ta sử dụng, đây là một loại vũ khí nhỏ gọn, thường có hình dạng của thanh liễu diệp đao. Thanh đại đao cũng tiếp tục được sử dụng trong triều đại nhà Minh, cùng trưởng đao và trảm mã đao lớn, cầm hai tay được dùng để chống lại kỵ binh của thảo nguyên phía bắc và nuỵ khấu (cướp biển) của bờ biển phía đông nam; những vũ khí sau này (đôi khi dưới những tên gọi khác nhau) còn tiếp tục được sử dụng hạn chế trong thời kì nhà Thanh. Ngoài ra, cũng trong thời nhà Thanh, đã xuất hiện các loại vũ khí như nam đao, các biến thể khu vực trong tên gọi hoặc hình dạng của một số loại đao kể trên, và các biến thể khó hiểu hơn như "thanh trường kiếm chín vòng", những vũ khí này có khả năng được phát minh cuối cùng cho các trận loạn trên đường phố hay để biểu diễn sân khấu thời phong kiến, hơn là để dùng chiến đấu. Chữ đao cũng được sử dụng trong tên của một số loại vũ khí có đặc điểm là lưỡi đơn, chẳng hạn như phác đao và quan đao.
Giáo và đao Trung Hoa (liễu diệp đao và nhạn mao đao) thường được cấp cho bộ binh, do chi phí và số lượng đào tạo tương đối lớn hơn cần thiết để sử dụng hiệu quả loại gươm thẳng Trung Hoa, hay còn gọi là kiếm. Đao thường có thể mô tả trong các tác phẩm nghệ thuật thời kì này được trang bị bởi các quan võ và bộ binh.
Trong suốt triều đại nhà Nguyên và sau đó, một số tính năng thẩm mĩ của đao kiếm Ba Tư, Ấn Độ và Thổ Nhĩ Kỳ xuất hiện trên thanh đao. Chúng bao gồm các hình chạm khắc tinh xảo trên phần lưỡi và "viên ngọc trai lăn": là những quả bóng kim loại nhỏ lăn dọc theo các rãnh giống như khuôn tròn lưỡi trên lưỡi gươm.

## Hiện nay

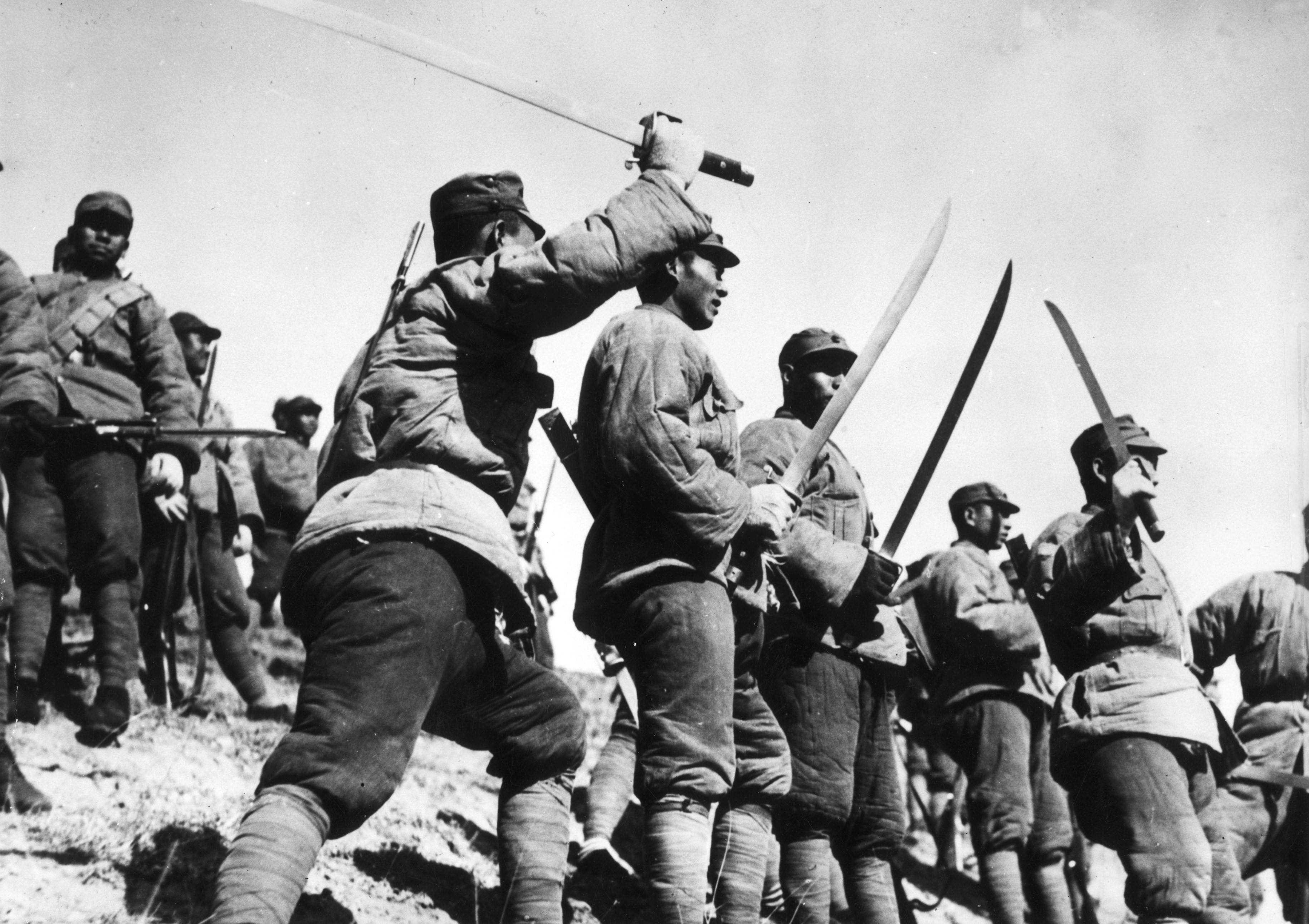
Binh lính Trung Quốc từ Đơn vị Đại kiếm trong cuộc tấn công của Nhật Bản vào tỉnh Nhiệt Hà, Trung Quốc, năm 1933.

Thanh đại đao một số đơn vị dân quân Trung Quốc sử dụng chống lại quân xâm lược Nhật Bản trong Chiến tranh Trung-Nhật, trong "Đại đao tiến hành khúc". Thanh miêu đao, một hậu duệ của thanh trưởng đao, cũng được sử dụng. Chúng được dùng trong các cuộc phục kích theo kế hoạch vào quân Nhật, vì quân đội Trung Quốc và các nhóm kháng chiến yêu nước thời đó luôn thiếu thốn súng đạn.
Hầu hết các trường võ thuật Trung Hoa vẫn đào tạo rộng rãi bằng thanh đao, coi nó như một công cụ điều hòa mạnh mẽ và một loại võ khí đa năng, với những kĩ thuật tự vệ có thể chuyển giao cho các vật có kích thước tương tự thường thấy trong thế giới hiện đại, chẳng hạn như thanh gậy, bóng chày hoặc gậy cricket, Ví dụ. Một số trường dạy song đao (雙刀), các hình thức đấu kiếm mỗi tay một đao.
Một thước đo độ dài thích hợp của thanh gươm phải là tính từ chuôi kiếm trên tay người, đầu lưỡi kiếm ở chân mày và trong một số trường hợp là chiều cao ngang vai. Ngoài ra, chiều dài của thanh gươm phải từ giữa cổ họng dọc theo kích thước của cánh tay dang ra. Ngoài ra còn có các phiên bản dao lớn hơn đáng kể được sử dụng để luyện tập ở một số trường học Bát quái chưởng và Thái cực quyền.

### Nam đao
Nam đao là một loại gươm cách tân hiện đại dùng cho việc luyện tập võ thuật Trung Hoa đương đại (wushu).

## Trong võ thuật đương đại
Daoshu đề cập đến sự kiện cạnh tranh trong võ thuật taolu hiện đại, nơi các vận động viên sử dụng đao như một thói quen. Đây là một trong bốn sự kiện vũ khí chính được thực hiện tại Giải vô địch Wushu Thế giới lần thứ nhất do sự phổ biến của nó. Thanh đao, gồm có một lưỡi mỏng, gây ra tiếng ồn khi dùng kĩ thuật đâm / cắt. Theo thời gian, các cạnh của vũ khí này trở nên mỏng hơn, nhằm tạo ra nhiều tiếng ồn hơn, thanh đao trở nên nhẹ hơn để cho phép xử lí nhanh hơn, và cả lá cờ treo trên thanh đao cũng trở nên nhỏ hơn để ít gây xao nhãng hơn. Tổ chức IWUF cũng tạo ra ba thói quen tiêu chuẩn để thi đấu và một bài tập cơ bản. Quy trình bắt buộc đầu tiên được sản xuất và ghi lại bởi VĐV Triệu Trưởng Quân vào năm 1989.

## Trong văn hoá đại chúng
- Trong Một nửa Ranma, nhân vật Shampoo sử dụng một thanh đao.
- Trong Ngọa hổ tàng long, Thư Liên dùng thanh đao song kiếm hợp bích khi dạy dỗ công chúa Ngọc.
- Trong phim InuYasha: Mối giao cảm vượt thời gian, nhân vật Hari theo dõi của Menomaru sử dụng hai thanh đao.
- Trong Avatar: The Last Airbender, Zuko sử dụng hai thanh đao.
- Trong Cướp biển vùng Caribbean 3: Nơi tận cùng thế giới, Khiếu Phong, Chúa tể hải tặc Singapore và tai họa Biển Đông sử dụng một thanh đao.
- Đặng Luân cầm đao khi chơi Boya trong Âm Dương Sư: Tình Nhã tập.
- Dynasty Warriors: Chiến binh Tam Quốc có cảnh Đổng Trác cầm đao.
- Trong mùa thứ hai của Infinite Stratos, Huang Lingyin (凰 鈴音 Hoàng Linh Âm) dùng thanh đao để chiến đấu với các đối thủ và cướp vương miện của ichika, trong một sự kiện lễ hội của trường.